# Prunella (film)
Pour les articles homonymes, voir Prunella.
Pour plus de détails, voir Fiche technique et Distribution.
Prunella est un film muet américain de Maurice Tourneur, sorti en 1918.

## Synopsis
Gardée avec attention par ses trois tantes, Prunella ne voit rien du monde à l'extérieur des murs du jardin jusqu'à ce qu'une troupe de comédiens ambulants passe près de sa demeure. Alors qu'elle les épie par-dessus la palissade, elle attire l'attention du fringant Pierrot, qui captivé par sa beauté, se glisse dans le jardin et lui fait la cour. Cette même nuit, Prunella s'échappe avec Pierrot, et elle devient bientôt une vedette de la scène parisienne. Ils sont heureux pendant quelques années, mais le volage Pierrot finit par l'abandonner pour une nouvelle conquête. Bientôt, cependant, il réalise qu'il aime vraiment Prunella, et, apprenant qu'elle a quitté le théâtre, il retourne dans le jardin pour le rechercher et achète le petit cottage à la seule tante survivante. Lors d'une soirée, il se promène dans le jardin et y croise ce qu'il croit être le fantôme de Prunella. En l'embrassant, il découvre avec joie qu'elle en est vivante.

## Fiche technique
- Titre original : Prunella
- Réalisation : Maurice Tourneur
- Scénario : Charles Maigne, d'après la pièce Prunella, or Love in a Dutch Garden de Harley Granville-Barker et Laurence Housman
- Direction artistique : Ben Carré
- Photographie : John van den Broek
- Production : Adolph Zukor
- Société de production : Famous Players-Lasky Corporation
- Société de distribution : Famous Players-Lasky Corporation
- Pays d'origine :  États-Unis
- Langue originale : anglais
- Format : noir et blanc — 35 mm — 1,37:1 — Muet
- Genre : Comédie dramatique et romance
- Durée : 50 minutes (4 742 pieds)
- Date de sortie :
  - États-Unis : 27 mai 1918

## Distribution
- Marguerite Clark : Prunella
- Jules Raucourt : Pierrot
- Henry Leone : Scaramel
- Isabel Berwin : Prim
- Marcia Harris : Prude
- Nora Cecil : Privacy
- William J. Gross : un jardinier
- A. Voorhees Wood : un jardinier
- Charles Hartley : un jardinier
- Arthur Kennedy

## Autour du film
- Marguerite Clark avait été aussi la vedette de la pièce lorsqu'elle avait été jouée en 1913

« C'est en faisant Prunella que j’ai découvert que des personnages de fantaisie, c’est-à-dire un Pierrot, une Pierrette, etc. ne pouvaient pas vivre dans des décors réels. Il fallait tout styliser. Il y avait par exemple un bassin avec un jet d’eau, le bassin était en papier peint, le jet en fil de fer, et tout à l’avenant. Les maisons étaient en carton découpé. »
— Maurice Tourneur, Cinémathèque française, Commission des recherches historiques, Interview de Maurice Tourneur, 6 mai 1944